# Chinnamastâ
Chinnamastâ, la décapitée, est une déesse hindoue, faisant partie des dix Mahâvidyâ, les dix sagesses, qui symbolise l'univers envisagé comme un rituel, un sacrifice. Pour d'autres théologiens elle offre son sang en nourriture aux seules yoginîs (et pour en priver les démons, Asuras, vampires, etc.), prête à boire sa propre énergie divine par sa conscience indestructible, et à ressusciter concentrée en sa puissance pour sauver les univers des maux, des vices, des égoïsmes. Elle symbolise aussi l'autosatisfaction méditative et sexuelle (masturbation féminine), se régénérant et se nourrissant de son propre sacrifice (d'où la présence du coït du dieu Kâma/Désir avec la déesse Rati/Luxure, qui lui sert de socle). Une littérature religieuse spécifique existe pour Chinnamasta.